# Salem’s Lot – Brennen muss Salem (2024)
Salem’s Lot – Brennen muss Salem ist ein Horror-Thriller von Gary Dauberman. Der Film basiert auf dem gleichnamigen Roman von Stephen King. Die Premiere erfolgte Ende September 2024 auf dem Beyond Fest in Los Angeles. Der Kinostart in Deutschland war am 31. Oktober 2024, zu Halloween.

## Handlung
Der Schriftsteller Ben Mears hat einen Teil seiner Kindheit in Jerusalem’s Lot in Maine, auch bekannt als „Salem’s Lot“, verbracht. 25 Jahre nachdem er die Stadt verlassen hat, kehrt er zurück, um ein Buch über das lange verlassene Marsten House zu schreiben. Als Kind hatte er mit diesem schlechte Erfahrungen gemacht. Bald entdeckt er, dass auch ein uraltes Übel in die Stadt gekommen ist und die Bewohner in Vampire verwandelt. Er schwört, die Plage der Untoten zu stoppen und die Stadt zu retten.

## Produktion

### Literarische Vorlage und frühere Verfilmungen
Es handelt sich bei dem Film um eine Neuadaption von Stephen Kings erstem Nummer-Eins-Bestseller Salem’s Lot aus dem Jahr 1975, der auf Deutsch unter dem Titel Brennen muss Salem veröffentlicht wurde. Der Roman wurde zuvor bereits zweimal verfilmt. Im Jahr 1979 von Tobe Hooper unter dem Titel Brennen muss Salem und 2004 von Mikael Salomon unter dem Titel Salem’s Lot – Brennen muss Salem. Zudem drehte Larry Cohen im Jahre 1987 nach Motiven des Romans den Film Salem II – Die Rückkehr (A Return to Salem’s Lot).

### Filmstab, Besetzung und Dreharbeiten

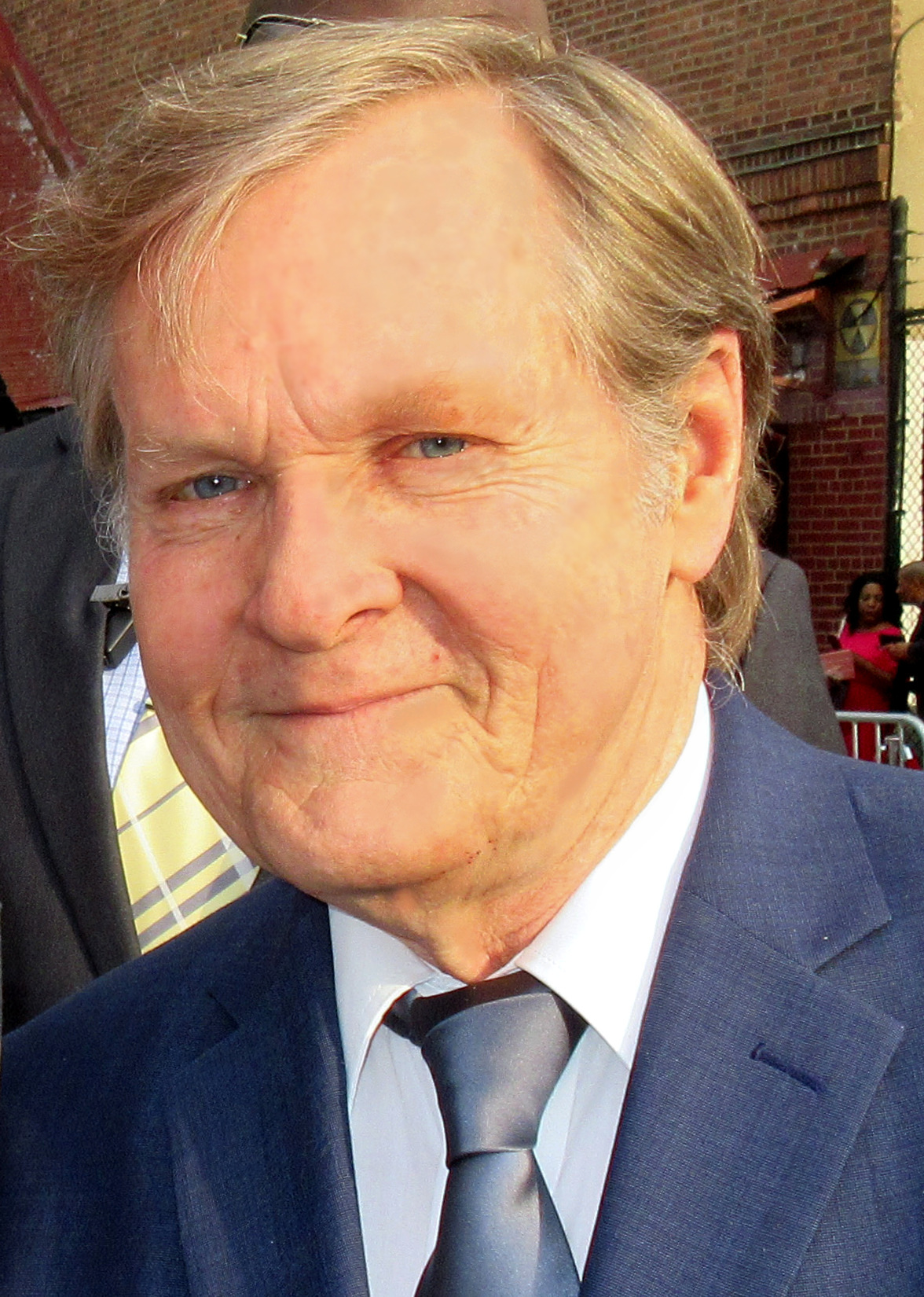
William Sadler spielt Parkins Gillespie

Regie bei der neusten Verfilmung führte Gary Dauberman. Es handelt sich um seine zweite Regiearbeit. Er gab mit Annabelle Comes Home sein Regiedebüt. Dauberman adaptierte auch Kings Roman für den Film. Zuletzt schrieb er die Drehbücher für Andrés Muschiettis King-Verfilmung Es und den zweiten Teil.
Lewis Pullman spielt in der Hauptrolle Ben Mears. In dem Film von 1979 war David Soul in dieser Rolle zu sehen, in dem Film von 2004 Rob Lowe. Spencer Treat Clark spielt Mike Ryerson, Alfre Woodard übernahm die Rolle von Dr. Cody. Der Däne Pilou Asbæk spielt Richard Straker, der im Film von 2004 von Donald Sutherland gespielt wurde. In weiteren Rollen sind Bill Camp als Mathew Burke, Makenzie Leigh als Susan Norton und John Benjamin Hickey in der Rolle von Father Callahan zu sehen. Der Kinderdarsteller Nicholas Crovetti, bekannt für Filme wie Witch Hunt und Goodnight Mommy und Serien wie Big Little Lies, spielt Danny Glick.
Die Dreharbeiten fanden ab September 2021 in Boston, Ipswich und in den Städten Sterling und Clinton im Bundesstaat Massachusetts statt. An drei Drehtagen verwendete man die Princeton Public Library in Princeton in Massachusetts als Kulisse. Als Kameramann fungierte Michael Burgess.

### Filmmusik und Veröffentlichung
Die Filmmusik komponierten Nathan Barr und Lisbeth Scott. Das Soundtrack-Album mit insgesamt 17 Musikstücken wurde Anfang Oktober 2024 von WaterTower Music als Download veröffentlicht.
Der Film sollte ursprünglich am 8. September 2022 in die deutschen und am darauffolgenden Tag in die US-amerikanischen Kinos kommen, ehe der Kinostart in den April 2023 verschoben wurde. Auch dieser Termin wurde nicht eingehalten. Stattdessen gab es eine Veröffentlichung beim Streaminganbieter Max im September 2024. Zudem erfolgte in Deutschland am 31. Oktober 2024 der Kinostart. Zuvor im Oktober 2024 wurde er beim Sitges Film Festival gezeigt.

## Rezeption

### Kritiken
In Deutschland wurde der Film von der FSK ab 16 Jahren freigegeben. In der Freigabebegründung heißt es, der Film enthalte einige genretypische Spannungs- und Schreckmomente sowie mehrere Szenen mit drastischen Gewalt- und Tötungsdarstellungen. Die Gewalt richte sich allerdings fast immer gegen Vampire, geschähe aus Notwehr und würde nicht reißerisch ausgespielt.

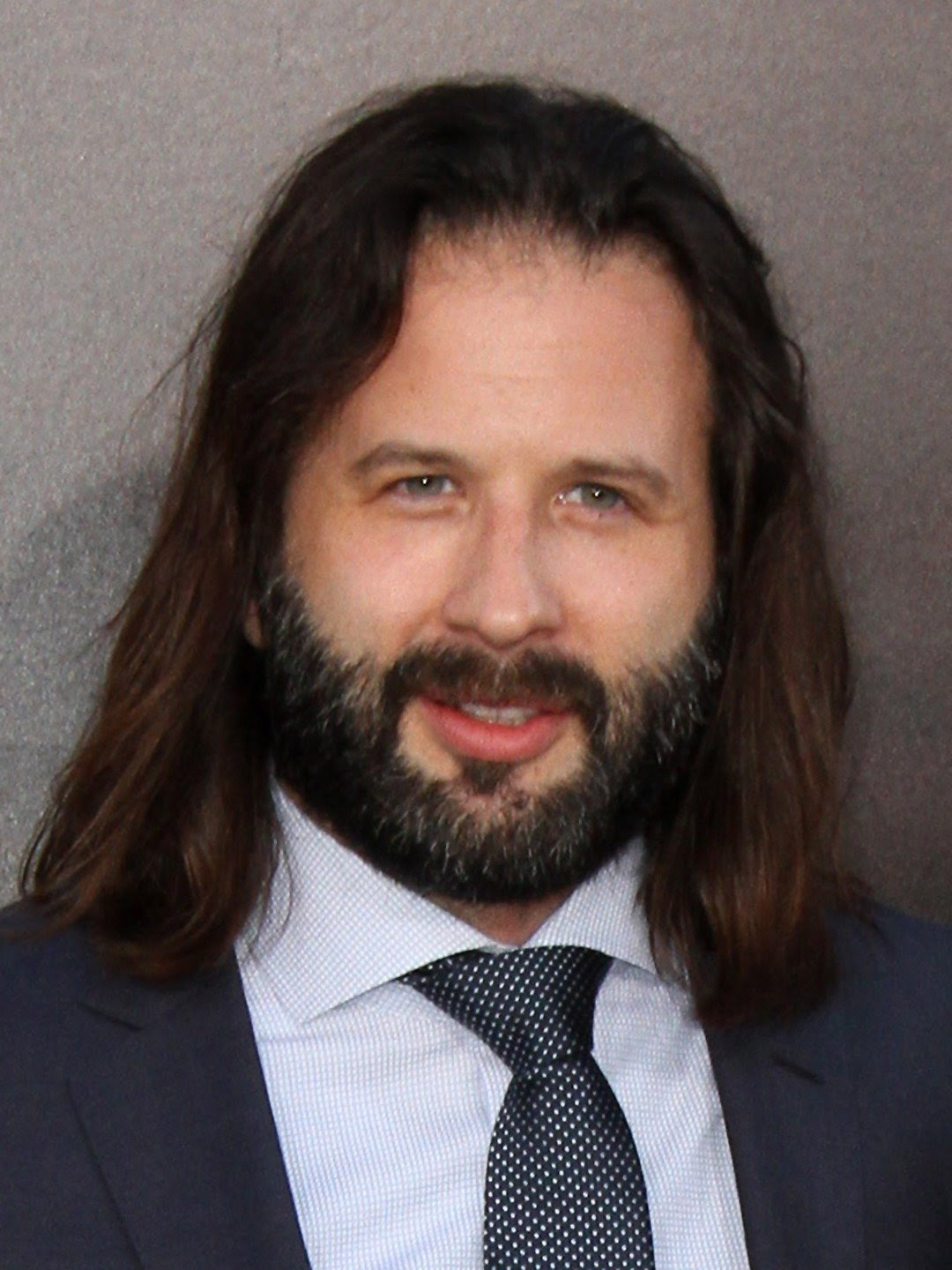
Regisseur Gary Dauberman

Die Kritiken fielen gemischt aus. Bei Metacritic erhielt der Film einen Metascore von 47 von 100 möglichen Punkten.
Peter Osteried, Filmkorrespondent der Gilde deutscher Filmkunsttheater, erklärt in seiner Kritik, Regisseur und Drehbuchautor Gary Dauberman habe nicht wie bei den Verfilmungen von 1979 und 2004 den Luxus gehabt, Stephen Kings Geschichte auf zwei Teile zu verteilen und  habe diese daher deutlich eindampfen müssen. Das merke man dem Film auch an, da es immer wieder Szenen und Momente gibt, in denen sich der Eindruck einstelle, dass etwas fehlt. So komme es fast aus dem Nichts, wie Ben Mears und seine Mitstreiter von ganz normalen Leuten zu solchen werden, die an die Existenz von Vampiren glauben. Das sei ein Makel des Films, doch dafür könne er mit den Vampiren punkten, die gruseliger als früher aussehen würden.

### Auszeichnungen
Golden Reel Awards 2025
- Nominierung für den Besten Musikschnitt – Broadcast Long Form[18]